# Wounded Knee
Wounded Knee (« genou blessé ») est une localité du comté d'Oglala Lakota dans le Dakota du Sud, qui compte 382 habitants (recensement de 2010).
Le nom provient de la rivière Wounded Knee Creek qui coule à proximité.

## Histoire
On dit que les os et le cœur du chef Sioux Crazy Horse ont été enterrés ici par sa famille après sa mort en 1877.
Le 29 décembre 1890, le 7e régiment de cavalerie massacre à Wounded Knee Creek environ 300 Indiens sioux, hommes, femmes et enfants, ainsi que leur chef Big Foot. Cet acte marque la fin des guerres indiennes.
Le 27 février 1973, l'American Indian Movement (AIM) occupe le site de Wounded Knee, dans la réserve indienne de Pine Ridge, afin de protester contre la politique du gouvernement fédéral à l'intérieur de la réserve. Le siège dure 71 jours avant que les militants ne se rendent le 8 mai.
Wounded Knee est situé à quelques kilomètres de Porcupine, la « capitale » non officielle de la République Lakota auto-proclamée, le 20 décembre 2007, par son dirigeant Russell Means.

## Démographie
| 1990 | 2000 | 2010 | - | - | - |
| ---- | ---- | ---- | - | - | - |
| 18   | 328  | 382  | - | - | - |